# Vojka, Slovacia
Vojka este o comună slovacă, aflată în districtul Trebišov din regiunea Košice. Localitatea se află la altitudinea de 105 m deasupra n.m., se întinde pe o suprafață de 8,74 km2 și în 2017 număra 491 de locuitori.

## Istoric
Localitatea Vojka este atestată documentar din 1245.

## Demografie
| An:                | 1994 | 2004    | 2014   | 2024    |
| ------------------ | ---- | ------- | ------ | ------- |
| Număr de persoane: | 408  | 506     | 503    | 556     |
| Diferență:         |      | +24,01% | −0,59% | +10,53% |

| An:                | 2023 | 2024   |
| ------------------ | ---- | ------ |
| Număr de persoane: | 542  | 556    |
| Diferență:         |      | +2,58% |